# Epidermal-Naevus-Syndrom
Das Epidermal-Naevus-Syndrom (ENS) ist eine seltene angeborene Kombination von epidermalem Nävus und Mitbeteiligungen anderer Organsysteme infolge von Entwicklungsstörungen der Augen, des Skelettes, des Nerven-, des Herzkreislaufsystemes oder des Urogenitaltraktes.
Synonyme sind: Syndrom des epidermalen Naevus; Solomon-Syndrom; englisch Epidermal hamartoma syndrome;
Die Erstbeschreibung einer Kombination von Epidermalnävus und neurologischen Veränderungen erfolgte im Jahre 1957 durch  Gustav W. Schimmelpenning und wird heute als Schimmelpenning-Feuerstein-Mims-Syndrom bezeichnet.
Von L. M. Solomon und N. B. Esterly stammt eine Übersicht aus dem Jahre 1975 mit der heute gebräuchlichen Definition des Syndromes.

## Klassifikation
Zum Epidermal-Naevus-Syndrom werden gezählt:
- Schimmelpenning-Feuerstein-Mims-Syndrom
- Naevus comedonicus-Syndrom
- Becker-Nävus-Syndrom
- Proteus-Syndrom
- CHILD-Syndrom
- Phakomatosis pigmentokeratotica
- SOLAMEN-Syndrom
- Angora-Haar-Nävus-Syndrom, Synonym: Schauder-Syndrom
- García-Hafner-Happle-Syndrom

## Klinische Erscheinungen
Klinische Kriterien sind:
- Bei oder kurz nach Geburt nachweisbare Epidermalnaevi
- Bei etwa der Hälfte neurologische Auffälligkeiten wie geistige Retardierung, Epilepsie, spastische Parese
- Bei etwa einem Drittel Veränderungen an den Augen wie Kolobom, Choristome, zentrale Blindheit, Mikro-, Makro- oder Anophthalmie, Hornhauttrübung oder Katarakt

Weiter können Fehlbildungen des Skeletts vorkommen.